# Distraction (Polo G)
Distraction è un singolo del rapper statunitense Polo G, pubblicato il 3 giugno 2022 come primo estratto del quarto album in studio Hood Poet.

## Antefatti
L'uscita del brano è stata annunciata il 26 maggio 2022 attraverso la pubblicazione di un trailer.

## Classifiche
| Classifica (2022) | Posizione massima |
| ----------------- | ----------------- |
| Canada            | 31                |
| Nuova Zelanda     | 7                 |
| Regno Unito       | 61                |
| Stati Uniti       | 39                |